# Closterus longiramis
Closterus longiramis là một loài bọ cánh cứng trong họ Cerambycidae.